# 푸블리우스 율리우스 루푸스
푸블리우스 율리우스 루푸스(Publius Julius Lupus)는 로마의 원로원 의원이며, 안토니누스 피우스 황제의 양아버지로 잘 알려져 있다. 그는 98년 11월-12월 눈디니움 기간 퀸투스 풀비우스 길로 비티우스 프로쿨루스를 동료 집정관으로 둔 보좌 집정관이었다.
루푸스는 칼리굴라 황제 시기 친위대 사령관을 지낸 마르쿠스 아레키누스 클레멘스의 시동생 율리우스 루푸스의 후손이었으며 이런 점은 그를 플라비우스 왕조와 먼 인척 관계를 형성해주었다. 앤서니 벌리는 그의 출신을 네마우수스로 제시하였다. 루푸스는 안토니누스의 어머니 아리아 파딜라가 첫 남편인 89년에 집정관을 지낸 티투스 아우렐리우스 풀부스가 죽은 뒤 그녀와 재혼하였다. 그녀 사이에서 아리아 루풀라, 율리아 파딜라 등 딸 둘을 두었다.
John Grainger는 그가 보좌 집정관을 지낸 것 외에 그의 정무관 경력이 알려진 것이 없다는 점을 주목하며 루푸스가 네르바에 의해 집정관직에 임명되었지만, 네르바가 트라야누스를 그의 후임자로 택했을 당시에 트라야누스를 황제로 인정받기 위해 필요한 지지 세력을 가진 여러 영향력 있는 원로원 의원들을 모으기 위해 네 달에서 두 달로 루푸스의 눈디니움이 짧아진 것이라 의견을 표했다.